# Księże Wielkie

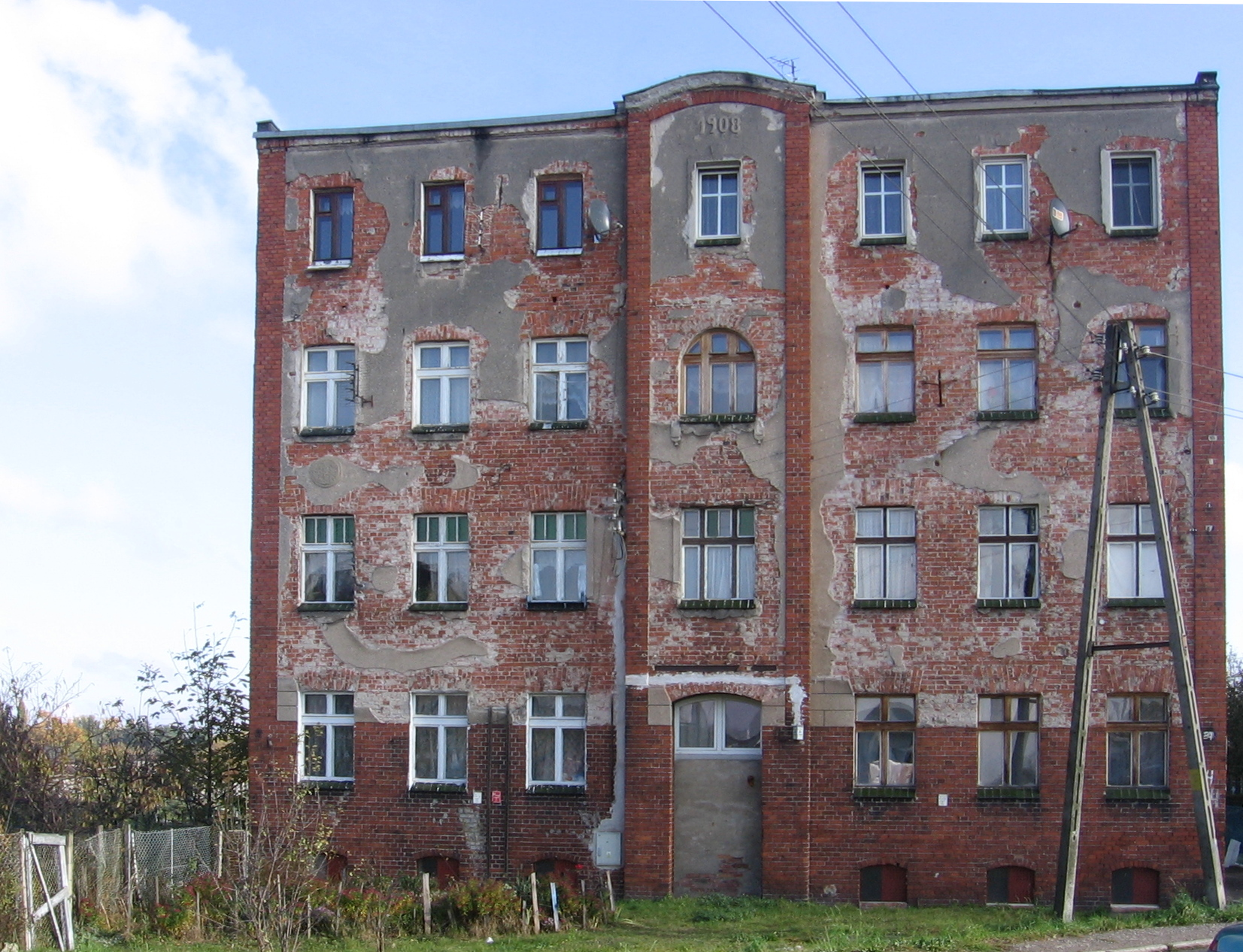
kamienica z 1908 roku

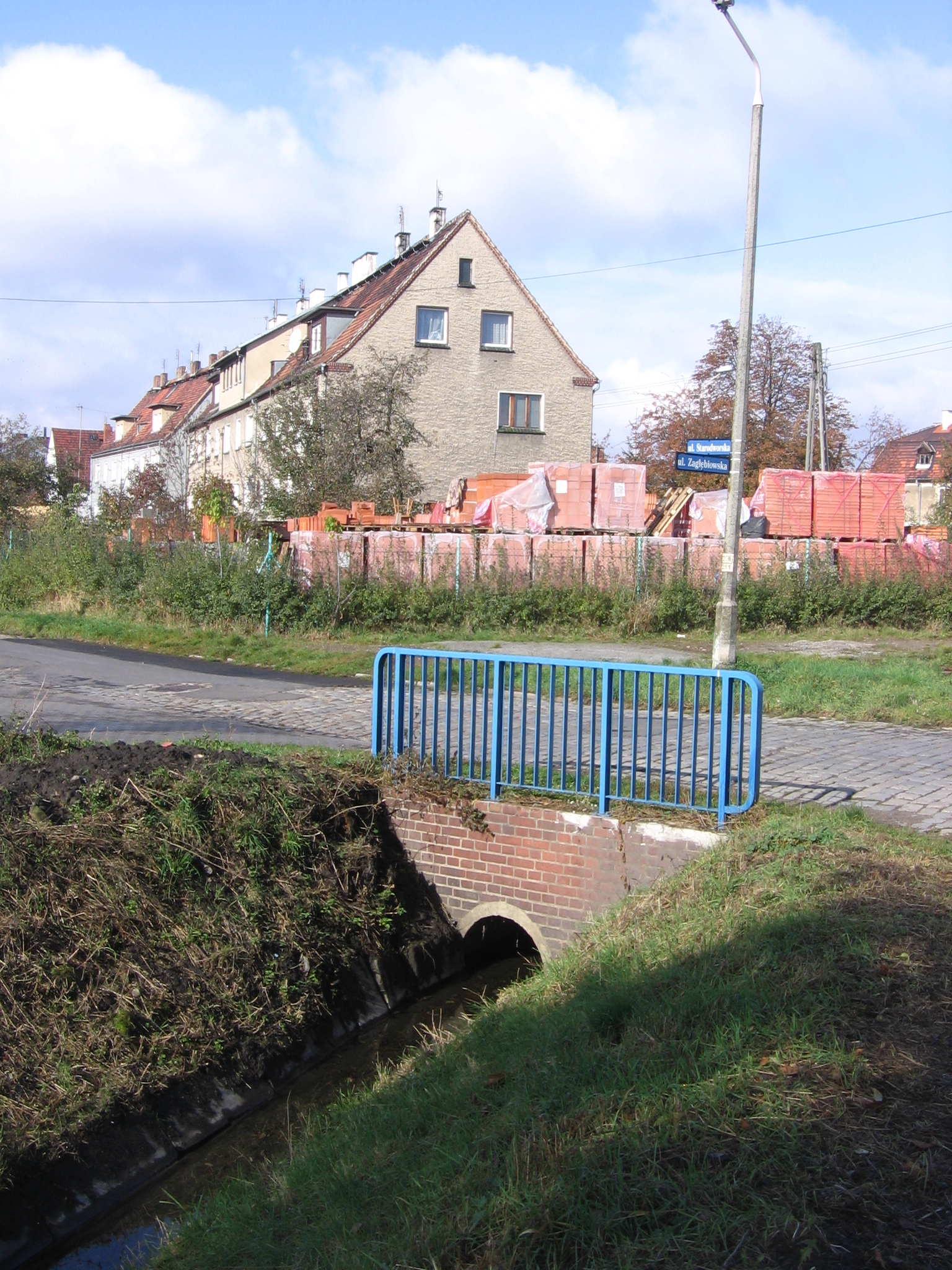
mostek nad Krzywym Potokiem

Księże Wielkie – część (zwyczajowo nazywana osiedlem) Wrocławia na osiedlu Księże, do 1990 osiedle w dzielnicy Krzyki. Graniczy z podwrocławską wsią Radwanice. W skład osiedla Księże, wchodzą również dawne wsie: Księże Małe, Opatowice, Świątniki, Bierdzany oraz osada Nowy Dom.
Pierwotnie znane pod nazwą Knięże (staropolski wyraz oznaczający księcia). W granice miasta włączone w roku 1928, do 1938 pod nazwą Groß Tschansch, potem do 1945 Groß Ohlewiesen („wielkie łąki oławskie”), krótko po wojnie jako Ciążyn Wielki. Formy tej używano nieoficjalnie do lat 80. XX wieku.